# Лопес, Альфредо
Альфредо Ло́пес Аренси́бия (исп. Alfredo López Arencibia; 2 августа 1894, Сагуа-ла-Гранде — 20 июля 1926, Гавана), иногда неправильно называемый Лопес Рохас (López Rojas) — кубинский типографский рабочий, анархо-синдикалист, организатор профсоюзного движения на Кубе, в том числе объединения типографов и Федерации рабочих Гаваны (Federación Obrera de La Habana, FOH).

## Биография
Начал работать в типографской мастерской с 9-летнего возраста. Затем перебрался в город Камагуэй, а оттуда в Гавану, где получил работу в типографии La Mercantil. Там он познакомился с борьбой рабочих профсоюзов за улучшение условий труда и встретил Иносенсию Бетанкур, с которой проведет остаток своей жизни.
Движимый ужасными условиями жизни и труда и отсутствием демократических свобод на острове, кубинский рабочий класс перешёл к решительным действиям. В 1918 году Лопесу поручили организацию Первомайского комитета и проведения боевого Дня международной солидарности трудящихся. Он участвовал в забастовках, к которым присоединились работники строительной, железнодорожной, трамвайной, табачной и сахарной отраслей из Лас-Вильяса и Камагуэя. 
Лопес был вице-председателем, а затем президентом профсоюза типографов. В конце 1919 года он организовал крупную забастовку в своём секторе, и через три месяца требования бастующих были удовлетворены. За четыре всеобщие стачки в Гаване 1918-1919, сопровождавшиеся столкновениями с властями и взрывами бомб, правительство арестовало и приговорило к смерти ведущих анархистов страны — помимо Альфредо Лопеса, также Марсело Салинаса, Антонио Пеничета, Алехандро Баррейро и Пабло Гуэрру,  — но в итоге они были освобождены. Они были вновь арестованы в ответ на первомайскую стачку 1 мая 1920 года, но в этот раз смертный приговор (вновь отменённый) получили только Пеничет и Салинас.
Участвовал в съезде 1920 года, где сумел добиться одобрения инициатив о создании профсоюзного центра и солидарности с Советской Россией, заявив о своей поддержке большевистской революции. В 1920—1925 годах был секретарём Рабочей федерации (Федерации рабочих) Гаваны, образование которой стало важной вехой в достижении единства кубинского профсозного движения. В 1925 году он сыграл ключевую роль в основании Национальной конфедерации рабочих Кубы (Национального союза рабочих Кубы, CNOC).  
Он открыл Рационалистическую школу и сотрудничал в Народном университете им. Хосе Марти с Хулио Антонио Мельей, с которым познакомился в начале 1923 года, в разгар борьбы за университетскую реформу. В конце 1925 года диктатор Мачадо отправил Альфредо в тюрьму, где он делил камеру с Мельей.

## Исчезновение и убийство
Многие соотечественники считали его человеком большой смелости, способным объединять массы, некоторые даже называли его «человеком единства». Из-за опасности, которую он представлял для своей власти, генерал Мачадо решил его убить в ходе развязанного им террора. В ночь на 20 июля 1926 года Лопеса в последний раз видели идущим по улице Глория в сторону Сулуэты. Считалось, что его тело было брошено в море на съедение акулам. Его останки были найдены много лет спустя, после падения Мачадо.